# 羅切斯特鎮區 (伊利諾伊州桑加蒙縣)
羅切斯特鎮區（英語：Rochester Township）是位於美國伊利諾伊州桑加蒙縣的一個行政鎮區。

## 地方資料
根據2010年美國人口普查的數據，羅切斯特鎮區的面積為87.10平方千米，當中陸地面積為86.60平方千米，而水域面積為0.50平方千米。當地共有人口5411人，而人口密度為每平方千米62.12人。